# Cyclisme aux Jeux sud-américains de 2022
Navigation
2018 2026
Les compétitions de cyclisme des Jeux sud-américains de 2022 se déroulent du 2 au 15 octobre 2022, à Asuncion au Paraguay.

## Podiums

### Cyclisme sur route
| Épreuves                | Or                            | Argent                     | Bronze                            |
| ----------------------- | ----------------------------- | -------------------------- | --------------------------------- |
| Compétitions masculines |                               |                            |                                   |
| Course en ligne         | Orluis Aular Venezuela        | Roderyck Asconeguy Uruguay | Leangel Linarez Venezuela         |
| Contre-la-montre        | Walter Vargas Colombie        | Rodrigo Contreras Colombie | José Luis Rodríguez Aguilar Chili |
| Compétitions féminines  |                               |                            |                                   |
| Course en ligne         | Jennifer Cesar Venezuela      | Marcela Hernández Colombie | Aranza Villalón Chili             |
| Contre-la-montre        | Agua Marina Espínola Paraguay | Marcela Hernández Colombie | Lilibeth Chacón Venezuela         |

### Cyclisme sur piste
| Épreuves                | Or | Argent                                                                                                   | Bronze                                                                                        |
| ----------------------- | --- | --- | --------------------------------------------------------------------------------------------- |
| Compétitions masculines | | |                                                                                               |
| Keirin                  | Fabián Puerta Colombie                                                                                  | Leandro Bottasso Argentine                                                                               | Vicente Ramírez Gómez Chili                                                                   |
| Vitesse individuelle    | Rubén Darío Murillo Colombie                                                                            | Fabián Puerta Colombie                                                                                   | Juan David Ochoa Colombie                                                                     |
| Vitesse par équipes     | Colombie- Carlos Daniel Echeverri - Juan David Ochoa - Rubén Darío Murillo                              | Argentine- Leandro Bottasso - Lucas Vilar - Yoel Vargas                                                  | Venezuela- Hersony Canelón - Luis Yáñez - Yorber Terán                                        |
| Poursuite par équipes   | Colombie- Juan Pablo Zapata - Juan Manuel Barboza - Julián Osorio - Nelson Soto                         | Argentine- Nicolás Tivani - Marcos Méndez - Rubén Ramos - Tomás Contte                                   | Chili- Cristian Arriagada - Felipe Pizarro - Jacob Decar - Matías Arriagada - Pablo Seisdedos |
| Course à l'américaine   | Argentine- Nicolás Tivani - Tomás Contte                                                                | Chili- Cristian Arriagada - Felipe Peñaloza                                                              | Colombie- Juan Pablo Zapata - Julián Osorio                                                   |
| Omnium                  | Tomás Contte Argentine                                                                                  | Nelson Soto Colombie                                                                                     | Jacob Decar Chili                                                                             |
| Compétitions féminines  | | |                                                                                               |
| Keirin                  | Valeria Cardozo Colombie                                                                                | Juliana Gaviria Colombie                                                                                 | Valentina Luna Argentine                                                                      |
| Vitesse individuelle    | Juliana Gaviria Colombie                                                                                | Natalia Vera Argentine                                                                                   | Valeria Cardozo Colombie                                                                      |
| Vitesse par équipes     | Colombie- Juliana Gaviria - Valeria Cardozo - Yarli Mosquera                                            | Chili- Daniela Colilef - Paula Molina - Renata Urrutia                                                   | Argentine- Milagros Sanabria - Natalia Vera - Valentina Luna                                  |
| Poursuite par équipes   | Colombie- Andrea Alzate - Elizabeth Castaño Quintero - Lina Rojas - Marcela Hernández - Mariana Herrera | Venezuela- Angie González - Jennifer Cesar - Lilibeth Chacón - Veronica Abreu Alvarado - Wilmarys Moreno | Chili- Camila García Donoso - Daniela Guajardo - Paula Villalón - Scarlet Cortés              |
| Course à l'américaine   | Colombie- Marcela Hernández - Mariana Herrera                                                           | Argentine- Cristina Greve - Maribel Aguirre                                                              | Brésil- Alice Melo - Wellyda Rodrigues                                                        |
| Omnium                  | Marcela Hernández Colombie                                                                              | Lina Rojas Colombie                                                                                      | Lilibeth Chacón Venezuela                                                                     |

### VTT
| Épreuves              | Or                         | Argent                         | Bronze                   |
| --------------------- | -------------------------- | ------------------------------ | ------------------------ |
| Compétition masculine |                            |                                |                          |
| Cross-country         | Gustavo de Oliveira Brésil | Jose Marques de Almeida Brésil | Fabio Castañeda Colombie |
| Compétition féminine  |                            |                                |                          |
| Cross-country         | Raiza Goulão Brésil        | Agustina Apaza Argentine       | Hercilia Najara Brésil   |

### BMX
| Épreuves              | Or                        | Argent                       | Bronze                             |
| --------------------- | ------------------------- | ---------------------------- | ---------------------------------- |
| Compétition masculine |                           |                              |                                    |
| Racing                | Nicolás Torres Argentine  | Diego Arboleda Colombie      | Wilson Goyes Larrea Équateur       |
| Freestyle             | José Torres Gil Argentine | Daniel Dhers Venezuela       | Gustavo Batista de Oliveira Brésil |
| Compétition féminine  |                           |                              |                                    |
| Racing                | Mariana Pajón Colombie    | Gabriela Bolle Colombie      | Agustina Cavalli Argentine         |
| Freestyle             | Macarena Perez Chili      | Queensaray Villegas Colombie | Katherine Díaz Venezuela           |

## Tableau des médailles
| Rang  | Nation    | Or | Argent | Bronze | Total |
| ----- | --------- | -- | ------ | ------ | ----- |
| 1     | Colombie  | 12 | 10     | 4      | 26    |
| 2     | Argentine | 4  | 6      | 3      | 13    |
| 2     | Venezuela | 2  | 2      | 5      | 9     |
| 4     | Brésil    | 2  | 1      | 3      | 6     |
| 5     | Chili     | 1  | 2      | 6      | 9     |
| 6     | Paraguay  | 1  | 0      | 0      | 1     |
| 7     | Uruguay   | 0  | 1      | 0      | 1     |
| 8     | Équateur  | 0  | 0      | 1      | 1     |
| Total | Total     | 22 | 22     | 22     | 66    |